# Marcantonio Bedini
Marcantonio Bedini (Ostra, 1895 – Ostra, 1980) è stato un pittore italiano, appartenente alla famiglia di decoratori e pittori Bedini.

## Biografia
Formatosi presso la bottega paterna, si dedicò alla pittura decorativa e al restauro, lavorando in diverse località delle Marche. Eseguì anche lavori con l'oro, in foglia brunito, opaco, a mordente, e con l'argento. 
Curò il restauro del Teatro Pergolesi di Jesi e quello di alcune sale del Senato di Roma. Spesso insieme al fratello Michelangelo, eseguì opere pittorich, tra le quali quelle presso il duomo di Macerata, presso il duomo di Senigallia e nelle chiese di San Silvestro e di Santa Maria in Via a Roma. Giunse ad operare fino a Zara in Croazia.
Due dei suoi figli, Sandro (1922-2001) e Tarcisio (1929-1962) furono anch'essi pittori.

## Opere
Dipinti di arte sacra di Marcantonio Bedini sono presenti nelle seguenti chiese:
- nelle Marche:
  - chiesa di San Pietro e chiesa di Colle Aprico ad Arcevia
  - chiesa parrocchiale di Belforte del Chienti
  - collegiata di Santa Maria a Belvedere Ostrense
  - chiesa parrocchiale di Caldarola
  - chiesa parrocchiale di Castelleone di Suasa
  - chiesa parrocchiale di Corridonia
  - duomo, chiesa della Cartiera e chiesa di San Filippo a Fabriano
  - chiesa di San Filippo, dei Pallottini, di San Pietro, dell'Ospedale di Montateliere (Padri Passionisti) a Jesi
  - duomo e chiese di San Giorgio e delle Grazie a Macerata
  - chiesa parrocchiale di Maiolati Spontini
  - chiese San Gaudenzio e di San Benedetto[3] a Morro d'Alba
  - chiesa parrocchiale di San Michele Arcangelo a Brugnetto di Trecastelli
  - Chiese della Madonna della Rosa, di San Rocco, dei Cappuccini, di Santa Croce[4], del Crocifisso, di San Francesco e di San Pasquale a Ostra Vetere
  - chiesa dei Passionisti a Recanati
  - duomo di Ripatransone[5]
  - chiesa dei Cappuccini a Sassoferrato
  - duomo di Senigallia

- in altre regioni d'Italia:
  - chiesa di Santa Maria in Via a Roma
  - chiesa parrocchiale di Acquaviva (Nerola)
  - chiesa dei Passionisti di Magliano Sabina
  - chiesa dei Passionisti di Moricone
  - chiesa dei Passionisti di Copparo
  - chiesa dei salesiani di Rimini

- Fuori d'Italia:
  - chiesa dei Francescani di Zara

### Restauri
- Chiesa di San Silvestro e saloni della sede del Senato a Roma
- Decorazioni del soffitto e delle dorature del Teatro Pergolesi di Jesi
- Soffitti della Villa delle Grazie a Senigallia[6]